# 마누엘 사라비아
마누엘 "마누" 사라비아 로페스(스페인어: Manuel "Manu" Sarabia López, 1957년 1월 9일, 바스크 지방 아반토 이 시에르바나 ~)는 스페인의 전 축구 선수로, 현역 시절 공격수로 활동하였다.
그는 14시즌에 걸쳐 주로 아틀레틱 빌바오에서 뛰었고, 로그로녜스에서 말년을 보내며 도합 363번의 라 리가 경기에 출전해 101골을 집어넣었다. 그는 전자 구단의 소속으로 4번의 주요 대회 우승을 거두었는데, 이중 2번은 라 리가 우승이었고, 모든 대회 통틀어 기록한 골 수는 182골이었다.
왼발잡이인 사라비아는 스페인 국가대표팀 일원으로 UEFA 유로 1984에 참가했었다.

## 클럽 경력
사라비아는 비스카야 주 아반토 이 시에르바나 출신으로, 아틀레틱 빌바오의 명망 높은 유소년부 훈련장인 레사마에서 유년 시절을 보냈고, 1976년 9월 19일, 1-1로 비긴 말라가와의 안방 경기에서 1군 신고식을 치렀다. 그는 빌바오에서 성공하고자 하는 욕구가 강했는데, 이는 그의 형이 비스카야 주에서 대부분의 유년 시절을 보내고도 하엔 주 토레스 출신이었기 때문에 당시 아틀레틱 빌바오의 영입 정책에 따라 입단이 거절되었기 때문이었다.
1978-79 시즌을 기점으로 1군의 정식 일원이 된 후, 사라비아는 직전에 인근 바라칼도로 임대되어 1년을 보냈었고, 사라비아는 훗날 바스크 연고 구단 소속으로 284번의 라 리가 경기를 뛰어 83골을 넣었다. 그가 세운 개인 최고기록은 1982-83 시즌에 16골을 넣은 것으로, 같은 해 아틀레틱이 리그 정상에 올랐으며, 이듬해에는 정상을 성공적으로 사수하였다.
1991년, 사라비아는 34세의 나이로 현역에서 은퇴하였는데, 이때 그는 같은 1부 리그의 로그로녜스에서 공식 경기에 20골을 기록하며 평범한 3년을 보냈다. 그는 3년 후에 감독으로 전향하여 세군다 디비시온에서 짧게 감독일을 하였다. 이 중 한 시즌을 온전히 보낸 곳은 빌바오 아틀레틱이었는데, 시즌 후 강등되었다.

## 국가대표팀 경력
사라비아는 스페인 국가대표팀 경기에 2년 동안 15경기에 출전해 2골을 기록하였다. 첫 골은 세비야에서 몰타를 상대로 치른 UEFA 유로 1984 예선전에서 나왔는데, 그는 스페인이 넣은 12골 중 1골을 기록해 12-1 대승에 일조하였다.
사라비아는 이어서 프랑스에서 열린 대회 본선에 참가해 3경기 교체로 출전하였고, 스페인은 대회 준우승을 차지하였다.

### 국가대표팀 득점 기록
| #  | 날짜             | 경기장                                     | 상대       | 점수 | 결과 | 대회                      |
| -- | ---------------- | ------------------------------------------ | ---------- | ---- | ---- | ------------------------- |
| 1. | 1983년 12월 21일 | 스페인 세비야 베니토 비야마린              | 몰타       | 11–1 | 12–1 | UEFA 유로 1984 예선전     |
| 2. | 1985년 6월 12일  | 아이슬란드 레이캬비크 뢰이가르달스뵈들뤼르 | 아이슬란드 | 1–1  | 2–1  | 1986년 FIFA 월드컵 예선전 |

## 사생활
사라비아의 아들 에데르도 축구 선수였지만, 아마추어 무대에서만 활동하였고, 이후 유소년 축구단의 감독이 되어 다노크 바트를 지도하였었고, 라스 팔마스에서는 부친의 동료였던 키케 세티엔의 수석 코치를 맡았었다.

## 수상

### 클럽
아틀레틱 빌바오
- 라 리가: 1982–83,[10] 1983–84[11]
- 코파 델 레이: 1983–84
- 수페르코파 데 에스파냐: 1984[12] (아틀레틱 빌바오는 1983–84 시즌에 리그와 컵 2관왕을 기록하여 자동으로 트로피를 받았다)
- UEFA컵 준우승: 1976–77[13]

### 국가대표팀
스페인
- UEFA 유럽 축구 선수권 대회 준우승: 1984[14]